# Francisco Rubio
Francisco Carlos "Frank" Rubio (Los Angeles, Californië, 11 december 1975) is een Amerikaanse arts, helikopterpiloot en NASA-astronaut.

## Opleiding
Rubio volgde een opleiding aan de Miami Sunset Senior High School in Miami, Florida en behaalde een bachelordiploma Internationale Betrekkingen aan de Militaire Academie van de Verenigde Staten in West Point, New York. Hij studeerde geneeskunde aan de Uniformed Services University of the Health Sciences in Bethesda, Maryland en het Martin Army Community Hospital in Fort Benning, Georgia.

## Militaire loopbaan
Na zijn aanstelling als tweede luitenant in het Amerikaanse leger werd Rubio helikopterpiloot op een UH-60 Black Hawk. Rubio was pelotonscommandant bij de luchtlandingstroepen en compagniescommandant bij een luchtvaartregiment. Als piloot heeft Rubio meer dan 1100 vlieguren waarvan 600 uren tijdens operaties in Bosnië, Irak en Afghanistan.
Hij diende als supervisor van een kliniek en chirurg in Redstone Arsenal, Madison County, Alabama. Ten tijde van zijn selectie als kandidaat-astronaut was Rubio werkzaam als chirurg bij de Special Forces in Fort Carson.

## NASA
Rubio maakt deel uit van NASA Astronautengroep 22. De leden van deze groep begonnen hun training in juni 2017 en werden in januari 2020 astronaut.
Op 15 juli 2022 kondigde NASA aan dat Rubio onderdeel zou uitmaken van de bemanning van Sojoez MS-22.

## Missies
Rubio werd op 21 september 2022 gelanceerd aan boord van Sojoez MS-22 als onderdeel van ISS-Expeditie 67/68//69. Door een lekkage van het koelvloeistofsysteem van Sojoez MS-22 werd de missie verlengd waardoor Rubio in september 2023 meer dan 355 dagen aaneengesloten in de ruimte verbleef waarmee het bestaande record van Mark Vande Hei voor de langste ruimtevlucht door een Amerikaanse astronaut werd verbroken.

## Priveleven
Rubio is getrouwd en heeft vier kinderen.